# بنجامين غرايرسون
بنجامين غرايرسون (بالإنجليزية: Benjamin Grierson)‏ هو ضابط أمريكي، ولد في 8 يوليو 1826 في بيتسبرغ في الولايات المتحدة، وتوفي في 31 أغسطس 1911 في Omena, Michigan ‏ في الولايات المتحدة.